# Актауский курган
Актауский курган — памятник андроновской культуры эпохи бронзы. Расположен к северу от города Актау Мангыстауской области, близ озера Кошкар-Ата. Раскопки велись в 1989—1993 годах Западно-Казахстанской экспедицией Института археологии (З. Самашев, Г. Баландина, А. Астафьев). Исследованы две ограды эпохи бронзы. В одной из них обнаружен ящик из каменных плит с захороненным трупоположением в согнутом положении головой на запад. У изголовья найдены фрагменты глиняных сосудов. С восточной стороны ящика сохранились следы костра.